# Philippos (Antigonide)
Philippos (altgriechisch Φίλιππος Phílippos; † spätestens 306 v. Chr.) war ein makedonischer Feldherr in der Zeit der Diadochenkriege.
Philippos war ein Sohn des Antigonos Monophthalmos und der Stratonike, sein Bruder war Demetrios Poliorketes. Er wurde nach seinem Großvater väterlicherseits benannt, wodurch die Vermutung nahe liegt, dass er der ältere der Brüder war. Nach Billows wurde Philippos um 334 v. Chr. in Makedonien geboren, Helmut Berve hingegen plädiert für eine spätere Geburt im asiatischen Kelainai, nach dem Beginn des Asienfeldzuges Alexanders des Großen, womit er auch jünger als Demetrios gewesen wäre.
Philippos wurde 310 v. Chr. als Feldherr seines Vaters erwähnt. Der Satrap des hellespontischen Phrygien, Phoinix, hatte den Versuch unternommen, sich von der Oberhoheit Antigonos’ zu lösen. Philippos konnte ihn aber nach einem erfolgreichen Feldzug wieder zur Unterwerfung zwingen.
Philippos’ Sterbedatum ist nicht überliefert, allerdings dürfte er bis spätestens im Frühjahr 306 v. Chr. gestorben sein, da er schon bei der Erhebung des Antigonos zum König im selben Jahr nicht mehr erwähnt wird.